# Clásica a los Puertos de Guadarrama 2001
La Clásica a los Puertos de Guadarrama 2001, ventiquattresima edizione della corsa, si svolse il 26 agosto 2001 su un percorso di 152.5 km. Fu vinta dal colombiano Santiago Botero della Kelme davanti agli spagnoli Juan Miguel Mercado e allo spagnolo Óscar Sevilla.

## Ordine d'arrivo (Top 10)
| Pos. | Corridore                 | Squadra                   | Tempo    |
| ---- | ------------------------- | ------------------------- | -------- |
| 1    | Santiago Botero           | Kelme                     | 3h35'34" |
| 2    | Juan Miguel Mercado       | iBanesto.com              | a 44"    |
| 3    | Óscar Sevilla             | Kelme                     | s.t.     |
| 4    | Jesus Maria Manzano Ruano | Kelme                     | a 5'31"  |
| 5    | Eduardo Hernandez Bailo   | Colchon Relax-Fuenlabrada | a 7'40"  |
| 6    | Ángel Vicioso             | Kelme                     | a 9'41"  |
| 7    | Eleuterio Anguita         | Jazztel-Costa de Almeria  | s.t.     |
| 8    | Joaquim Rodríguez         | ONCE-Eroski               | s.t.     |
| 9    | Andrej Zincenko           | LA-Pecol                  | s.t.     |
| 10   | José Alberto Martínez     | Euskaltel-Euskadi         | s.t.     |